# Ramusella sheshanensis
Ramusella sheshanensis är en kvalsterart som först beskrevs av Wen, Aoki och Wang 1984.  Ramusella sheshanensis ingår i släktet Ramusella och familjen Oppiidae. Inga underarter finns listade i Catalogue of Life.